# 71-665
71-665 (согласно Единой нумерации) —  двусторонний двухкабинный пятисекционный восьмиосный трамвайный вагон Усть-Катавского вагоностроительного завода (УКВЗ). Трамвай получил название «80 лет Победы». Также имеет другое собственное название — «Арктур». Изначально трамвай должен был иметь только 6 осей, но в последствии проект был изменён.
Основа трамвайного вагона 71-665 — портальная безосевая тележка. За счёт этого обеспечивается стопроцентная низкопольность трамвайного вагона, значительно расширяется ширина проходов в надтележечной зоне, что в свою очередь создаёт дополнительные удобства для перевозки пассажиров. На данной тележке реализован принцип «мотор-колесо» на базе электродвигателей с жидкостным охлаждением. Применение отдельных моторов для каждого из четырёх колёс и отсутствие между ними поперечных осей позволяет использовать принцип независимого электрического дифференциала — независимое управление угловой скоростью вращения каждого колеса в отдельности. Данная модель имеет экстерьер, характерный для последних моделей УКВЗ. Единственный вагон окрашен в ливрею трамвая «Кастор»: оранжевый низ, жёлтый верх.
Вагон оборудован Wi-Fi и климатической системой. Планируется, что трамвай этой модели будет эксплуатироваться на космодроме Восточный.
10 апреля 2025 года в сети появились первые изображения будущего вагона. Тогда же стало известно, что вагон будет участвовать на выставке «Иннопром 2025» вместе с трамваем 71-952, имеющим схожие характеристики. 
15 июня того же года новинку доставили в Западное трамвайное депо Екатеринбурга на финальную сборку. С 7 по 10 июля его можно было увидеть на улицах города.
Трамвай участвовал на Иннопроме 2025.